# Isoetes yunguiensis
Isoetes yunguiensis là một loài dương xỉ trong họ Isoetaceae. Loài này được Wang Q.F. & W.C. Taylor mô tả khoa học đầu tiên năm 2002.